# Pětipsy
Pětipsy (německy Fünfhunden) jsou obec, která se nachází v okrese Chomutov v Ústeckém kraji. Vesnice se nachází asi 8,5 km jihovýchodně od Kadaně na levém břehu Liboce. V obci žije 237 obyvatel.

## Název
Podle Antonína Profouse vznikl název vesnice ze spojení U Pěti psů, jak místo nazývali okolní obyvatelé. V průběhu dějin je vesnice uváděna například pod názvy Petipezy (1226), Fumfehunden (1332), Pietipes (1387), Pyetipess (1404), Pietipsy (1545) nebo Fünfhunden (1787).

## Historie

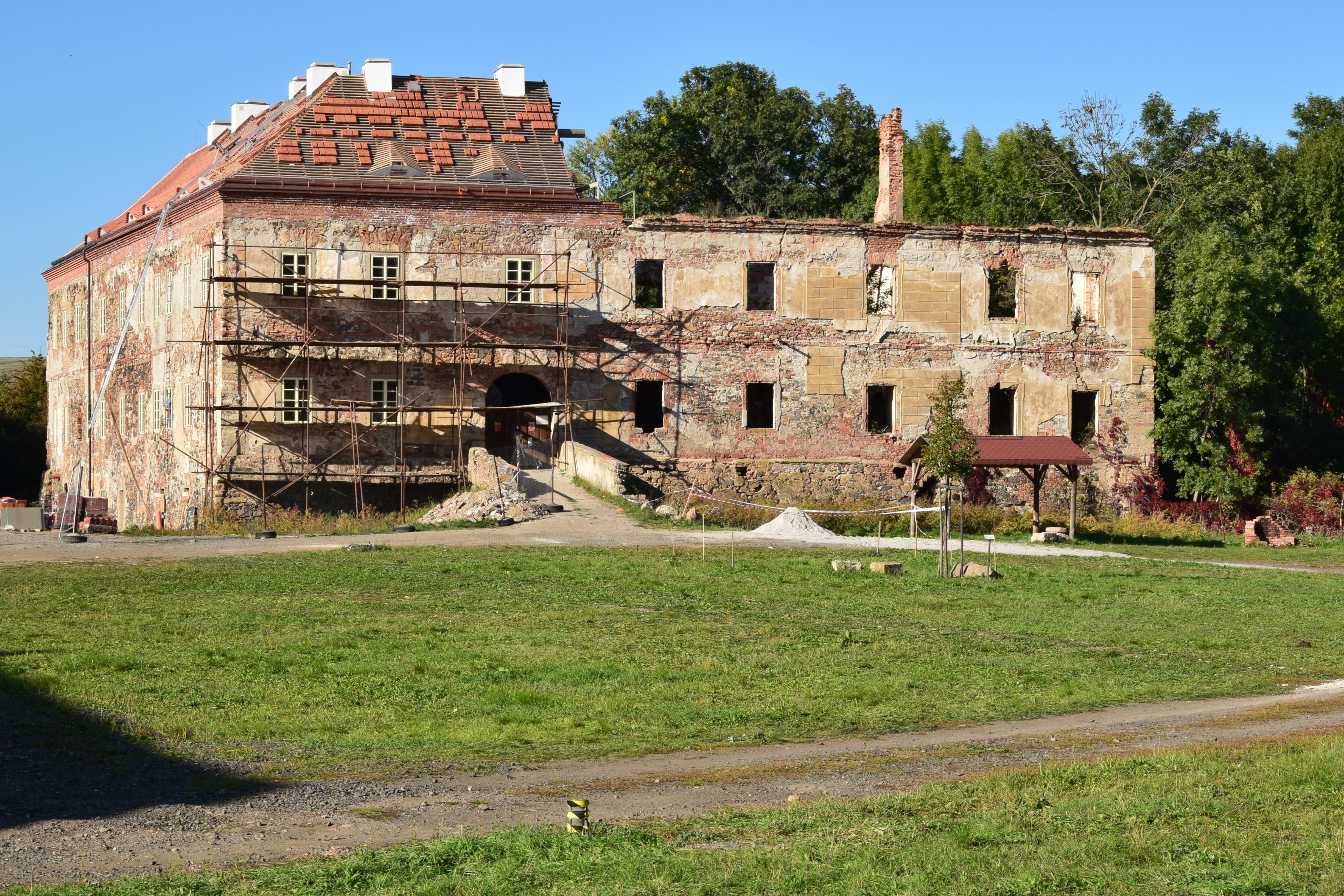
Zámek v Pětipsech

První písemná zmínka o Pětipsech je z roku 1226, kdy patřily doksanskému klášteru. Později se staly královským majetkem a v roce 1322 je od Jana Lucemburského jako léno získal Fridrich (též Bedřich nebo Frycek) z Egerberka, který zde postavil tvrz. Rodu Pětipeských z Chýš a Egerberka vesnice patřila téměř 200 let. Karel IV. panství, které tvořilo pět vesnic (Drahonice, Nechranice, Břežany, Vikletice ad.), potvrdil Fridrichu mladšímu a povolil mu ze zdejších úroků vyplácet jeho čtyři sestry, které žily v klášterech. Je obtížné sestavit přesný sled dalších majitelů, protože křestní jména se v rodě často opakovala a z dochovaných zpráv není jasné, k jaké osobě se přesně vztahují. Jeden z nich, Odolen mladší Pětipeský, vedl po roce 1403 spory s okolními zemany, a Vlada z Polák dokonce na své tvrzi po tři roky věznil. Odolen zemřel v roce 1412 a zůstaly po něm nezletilí synové Jan a Hynce, jejichž poručníkem se stal Hynce z Kaufunku.
V roce 1500 prodali Pětipeští panství Jiřímu a Felixovi Oplům z Fictumu, ale brzy je získali zpět, protože v roce 1504 je znovu prodali Václavu Hasištejnskému z Lobkovic. Ten panství připojil k Hasištejnu. Václav Hasištejnský zemřel v roce 1518 a jeho dědic Zikmund Hasištejnský z Lobkovic prodal Pětipsy Oplovi z Fictumu, kterému patřily až do roku 1530, kdy utekl ze země před hrozbou trestu za penězokazectví. Jeho zabavený majetek královská koruna nejprve zastavila a později (1545) prodala Albrechtu Šlikovi. Od té doby byly Pětipsy svobodným statkem, v jehož držení se vystřídali Eliška Šliková, rozená Berková z Dubé, a Ondřej Šlik, od kterého je v roce 1559 koupili Jeroným Hrobčický z Hrobčic a Bernart Koštický z Koštic. Bernart však hned následujícího roku svou polovinu Jeronýmovi přenechal. Hrobčičtí vzápětí tvrz přestavěli na renesanční zámek. Pětipsy po Jeronýmovi zdědil syn Vladislav a po něm Oldřich Hrobčický z Hrobčic. Oldřich za účast na stavovském povstání o Pětipsy v roce 1623 přišel a o sedm let později statek koupil nejvyšší královský hofmistr hrabě Kryštof Šimon Thun. Klášterečtí Thunové Pětipsy vlastnili až do pozemkové reformy v roce 1923. Na pětipeském zámku však sídlila jen správa statku.
Podle berní ruly z roku 1654 ve vsi žilo sedm sedláků a šestnáct chalupníků. K největším selským statkům patřilo až 72 strychů půdy, chalupníci až na jednu výjimku hospodařili každý na pozemcích o rozloze devíti strychů. Zápis neuvádí žádné živnosti, zahrady, vinice ani chmelnice.
Po polovině 19. století došlo k rozvoji silniční sítě. V roce 1854 byla postavena silnice z Kadaně do Podbořan (II/224), na kterou v roce 1882 navázala silnice do Žatce (II/225).
Gustav Hodek v roce 1866 postavil ve vsi cukrovar, ve kterém byla o dva roky později poprvé zavedena technologie účinného lapače šťáv v odparkách. V cukrovaru se zpracovávala cukrová řepa, která se pěstovala v okolí Vintířova, Polák a Ahníkova. Hodkové si žili na zámku, který si pronajímali od Thunů, dokud ho Zdeněk Hodek v roce 1926 i s dvorem nekoupil. Jeho rodině patřil až do roku 1948.

### Pětipeská hnědouhelná pánev

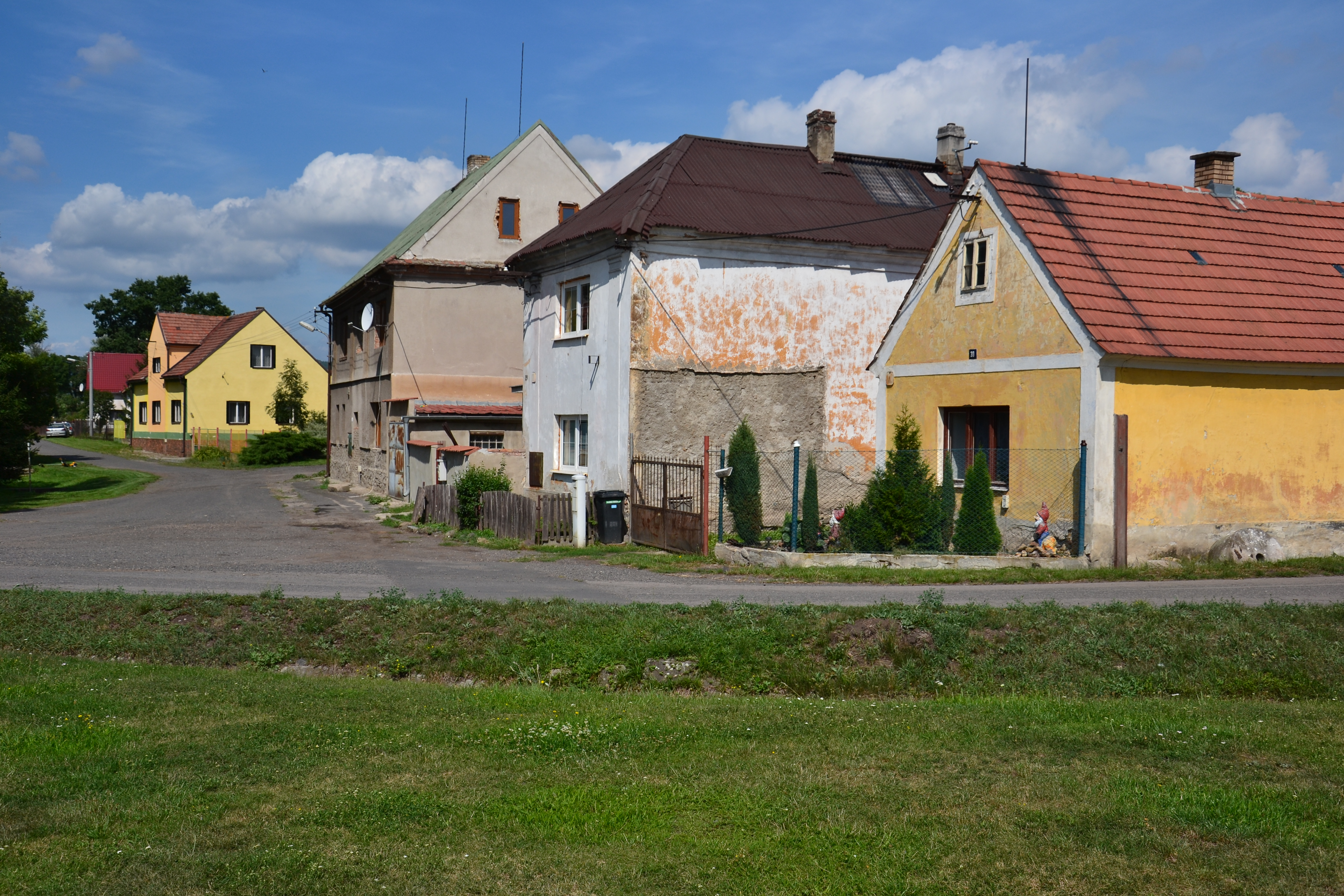
Ulice k Polákům

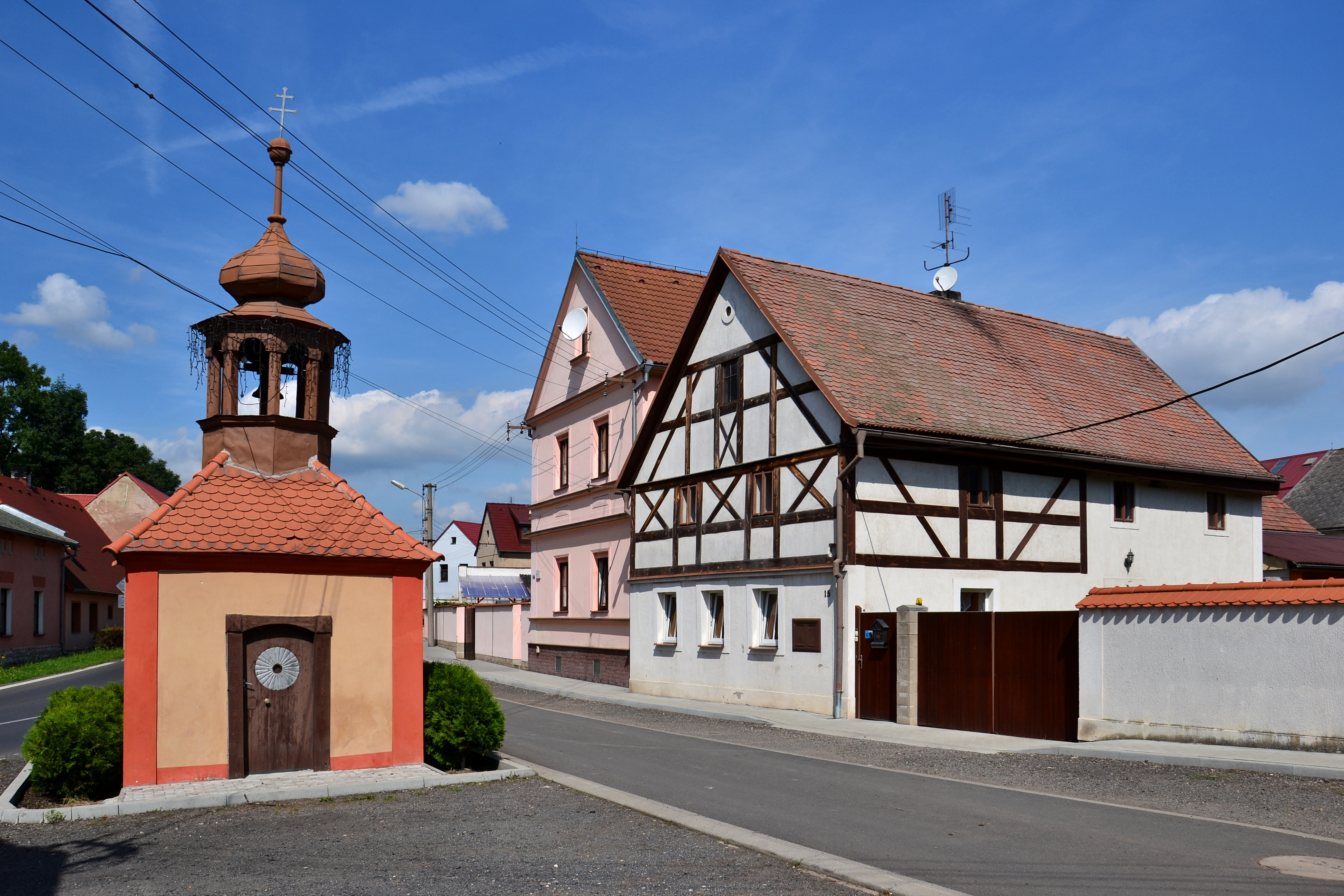
Hrázděný dům s kaplí

Pětipsy jsou centrem méně významné pětipeské hnědouhelné pánve, která je jižním pokračováním hlavní podkrušnohorské pánve. Její hlavní část se nachází podél Liboce mezi Radonicemi a Libědicemi, ale jižně od Pětipes je rozdělena čedičovými výlevy na menší pánvičky, ve kterých uhelné sloje vystupují až na povrch. Hlavní uhelná sloj je mocná devět až dvacet metrů a ve směru na východ a severovýchod se mocnost zmenšuje a zhoršuje se kvalita uhlí. To se v ní začalo těžit již na konci 18. století. Nejstarší těžební lokalita se uvádí u Stranné v roce 1786 a oblast mezi Mory a Širokými Třebčicemi se připomíná v roce 1780. Uhlí se těžilo v menších dolech a větší byly jen podniky hraběta Černína jihozápadně od Pětipsů a knížete Salma u Širokých Třebčic. K prvnímu útlumu těžby došlo během hospodářské krize po roce 1873, kdy mnoho dolů zaniklo. Rozvoj místních cihelen, pivovarů a cukrovarů si však vyžádal větší spotřebu uhlí, a proto došlo na počátku 80. let 19. století k oživení těžby. Druhý útlum způsobilo vybudování Doupovské dráhy, která umožnila dopravu levného a mnohem kvalitnějšího uhlí z Mostecka. Zvýšený zájem o zdejší uhlí se objevil až na konci první světové války, kdy ostatní těžební lokality nestačily pokrývat stoupající spotřebu. Vznikly nebo byly obnoveny nové doly, z nichž nejdéle přetrvaly doly radonické Stamm a Juliána uzavřené během hospodářské krize v roce 1933. Posledním producentem uhlí na Pětipesku byl důl Františka u Radonic.
V katastrálním území vesnice existovalo v průběhu 19. století dvacet dolů. Největší z nich patřil knížeti Černínovi a vznikl roku 1862 vykoupením tří menších dolů Vojtěch, Karel a Ferdinand mezi Vilémovem a Pětipsy. Těžila se zde 5,5 m mocná sloj uložená v hloubce dvacet až třicet metrů. Důlní vody odčerpával parní stroj o výkonu osm koňských sil. Těžba postupně vzrostla z jednoho tisíce tun ročně až na dvacet tisíc tun v roce 1868. Denní pracovní doba v dolech činila 15 hodin. Poměrně kvalitní uhlí s vyšším obsahem popela se používalo jako palivo knížecích továrnách a cukrovarech. V roce 1869 poklesly ceny uhlí, a proto byl celý závod uzavřen a převeden na pětipeské těžařstvo Union. Celková produkce dolů se odhaduje až na 150 000 tun uhlí.
Druhým velkým dolem byl Ondřej v majetku rodiny Stammů na jižním okraji katastrálního území. Fungoval s krátkou přestávkou od poloviny 19. století do roku 1904. Zaměstnával dvacet až třicet horníků a celkem v něm bylo získáno asi 100 000 tun uhlí. Na jižním okraji jeho dolového pole se uhlí těžilo po dobu asi jednoho desetiletí v menších dolech Václav a Augusta s celkovou produkcí asi 10 000 tun. Severně od vesnice byl na konci první světové války otevřen důl Sidonia, ale velké množství podzemní vody a finanční obtíže vedly k jeho uzavření ještě před započetím těžby. Posledním větším dolem byla šachta Bruno u Liboce mezi Pětipsy a Vilémovem. Důl byl v provozu od šedesátých do sedmdesátých let 19. století a z šest metrů mocné sloje se zde vytěžilo až 40 000 tun uhlí.

### Dvacáté století
V letech 1902–1903 byla postavena železniční trať Kadaň–Vilémov. Na jaře roku 1904 ve vesnici otevřeli c. k. četnickou stanici. Pracovali v ní tři četníci, kteří měli na starost celou oblast mezi Ohří a Radonicemi. Během pozemkové reformy v roce 1926 byla většina půdy zdejšího velkostatku rozdělena mezi jeho zaměstnance. K podobnému rozdělování půdy došlo i v okolních vesnicích, kde byly pozemky přiděleny přistěhovalcům z českého vnitrozemí. Na jejich hospodářství začali přicházet další čeští zaměstnanci, pro jejichž děti byly otevírány české školy. V Pětipsech byla česká škola zřízena od roku 1928.
V roce 1934 byla ve vesnici Františkem Sommerem založena organizace Sudetoněmecké strany, která výraznou většinou dvanácti mandátů vyhrála obecní volby v roce 1938. Česká volební skupina získala jen dva mandáty a Komunistická strana Československa jeden mandát. Národností napětí rostlo a dne 14. září došlo k incidentu, kdy se část četníků podílela na ostraze hranice u Výsluní. Toho využil pětipeský řezník Reichl a pokusil přepadnout četnickou stanici, ale byl včas odhalen a zatčen. Během druhé světové války byla část zámku upravena na zajatecký tábor. V roce 1940 v něm žilo 130 francouzských zajatců, kteří byli postupně rozdělení do sousedních vesnic k práci na polích. V samotných Pětipsech jich zůstalo jen 35, ale v průběhu války se tu vystřídalo okolo 150 zajatců.

## Přírodní poměry
Do západního cípu katastrálního území Pětipsy zasahuje část přírodní památky Vinařský rybník.

## Obyvatelstvo
Při sčítání lidu v roce 1921 zde žilo 625 obyvatel (z toho 288 mužů), z nichž bylo osmdesát Čechoslováků, 535 Němců, dva příslušníci nezjišťovaných národností a osm cizinců. Kromě sedmi evangelíků, pěti židů a jednoho člověka bez vyznání patřili k římskokatolické církvi. Podle sčítání lidu z roku 1930 měla vesnice 560 obyvatel: 76 Čechoslováků, 480 Němců a čtyři cizince. Převažovala římskokatolická většina, ale žilo zde také patnáct evangelíků, pět členů církve československé, čtyři židé, jeden člen nezjišťovaných církví a šestnáct lidí bez vyznání.
|                                                           | 1869 | 1880 | 1890 | 1900 | 1910 | 1921 | 1930 | 1950 | 1961 | 1970 | 1980 | 1991 | 2001 | 2011 | 2021 |
| --------------------------------------------------------- | ---- | ---- | ---- | ---- | ---- | ---- | ---- | ---- | ---- | ---- | ---- | ---- | ---- | ---- | ---- |
| Obyvatelé                                                 | 688  | 804  | 717  | 670  | 602  | 625  | 560  | 332  | 391  | 259  | 187  | 168  | 168  | 182  | 176  |
| Domy                                                      | 76   | 88   | 94   | 95   | 92   | 90   | 100  | 109  | 75   | 60   | 54   | 52   | 53   | 60   | 63   |
| Data z roku 1961 zahrnují i domy z místní části Vidolice. |      |      |      |      |      |      |      |      |      |      |      |      |      |      |      |

## Pamětihodnosti

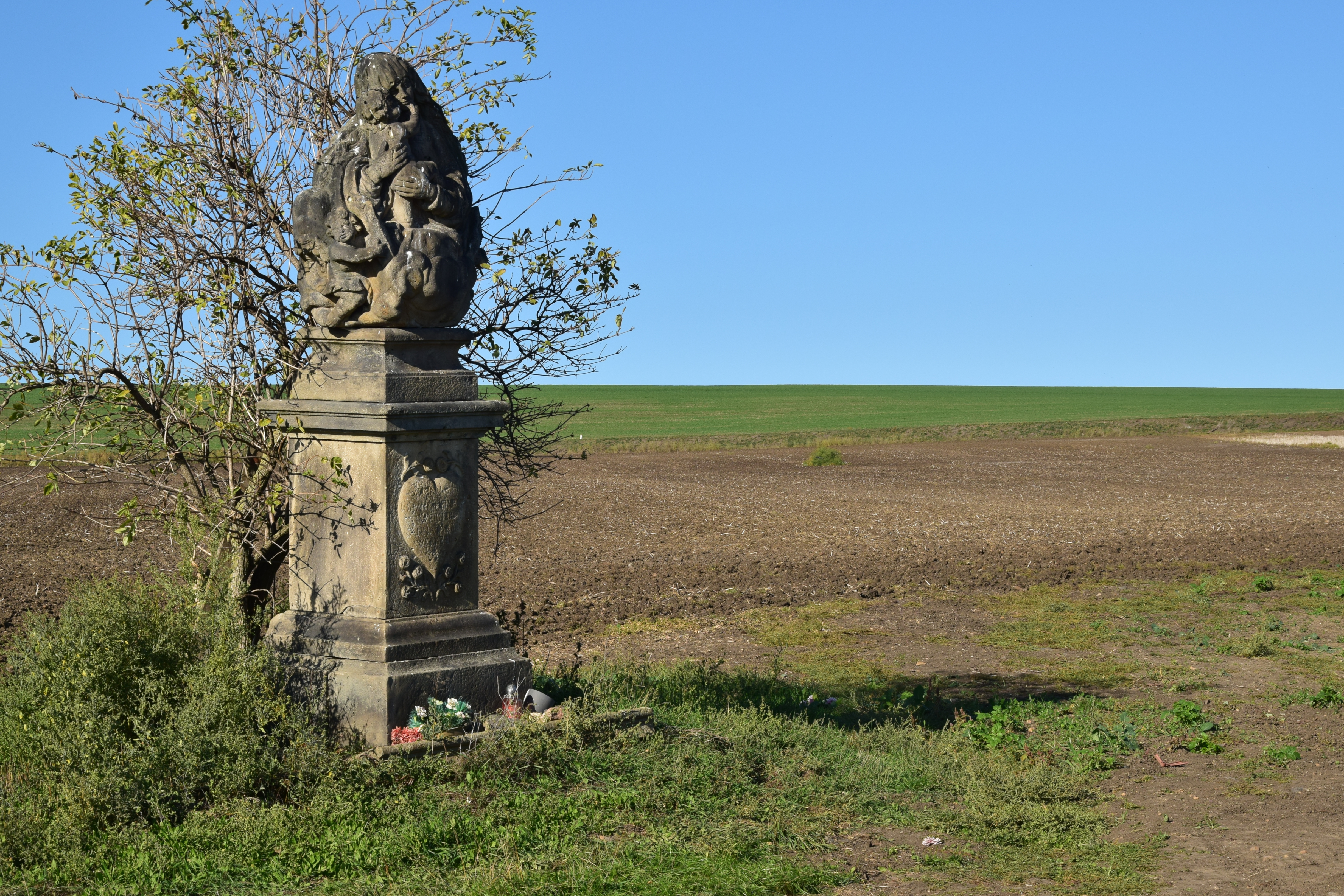
Socha Panny Marie v poli severovýchodně od vesnice

- Zámek Pětipsy
- Socha Panny Marie za vesnicí

## Osobnosti
- František Souček (1880–1952), český hudební skladatel